# وین دیزل
مارک سینکلر (انگلیسی: Mark Sinclair؛ زادهٔ ۱۸ ژوئیهٔ ۱۹۶۷) که با نام وین دیزل (Vin Diesel) شناخته می‌شود، بازیگر و تهیه‌کنندهٔ آمریکایی است. او یکی از پرفروش‌ترین بازیگران جهان است و برای بازی در نقش دومینیک تورتو در فرنچایز سریع و خشمگین شهرت دارد.
دیزل حرفهٔ خود را در سال ۱۹۹۰ آغاز کرد و فیلم کوتاه چندچهره‌ای (۱۹۹۵) را نویسندگی، کارگردانی و تهیه‌کنندگی کرد و در آن ایفای نقش کرد. این موضوع توجه استیون اسپیلبرگ را که در حال توسعهٔ نجات سرباز رایان (۱۹۹۸) بود، به خود جلب کرد و عناصر فیلم را دوباره نوشت تا دیزل در نقش مکمل آن فیلم ظاهر شود. دیزل متعاقباً صداپیشگی شخصیت اصلی در غول آهنی (۱۹۹۹) را بر عهده گرفت و در عین حال پس از بازی در سریع و خشمگین، تریپل اکس و سرگذشت ریدیک به‌عنوان یک ستارهٔ اکشن به شهرت رسید.
دیزل نقش گروت را در چندین فیلم ابرقهرمانی دنیای سینمایی مارول از جمله نگهبانان کهکشان (۲۰۱۴) و دنباله‌اش در ۲۰۱۷ به تصویر کشیده است. کمدی پستونک (۲۰۰۵) با فروش بالایی همراه بود و نقش‌آفرینی او در کمدی-درام مرا گناهکار بدان (۲۰۰۶) از سوی منتقدان تحسین شد.

## فیلم‌شناسی
| سال  | عنوان                                | نقش                  | توضیحات                |
| ---- | ------------------------------------ | -------------------- | ---------------------- |
| ۱۹۹۰ | بیداری‌ها                             | اوردلی               | در عوامل ذکر نشد       |
| ۱۹۹۵ | چندچهره‌ای                            | مایک                 | فیلم کوتاه؛ سازنده     |
| ۱۹۹۷ | ولگردها                              | ریک                  | سازنده                 |
| ۱۹۹۸ | نجات سرباز رایان                     | سرباز آدریان کاپارزو |                        |
| ۱۹۹۹ | غول آهنی                             | غول آهنی             | صداپیشه                |
| ۲۰۰۰ | اتاق بخار                            | کریس واریک           |                        |
| ۲۰۰۰ | قیرگون                               | ریچارد بی. ریدیک     |                        |
| ۲۰۰۱ | سریع و خشمگین                        | دومینیک تورتو        |                        |
| ۲۰۰۱ | ولگردها                              | تیلور ریس            |                        |
| ۲۰۰۲ | تریپل اکس                            | زاندر کیج            | تهیه‌کنندۀ اجرایی       |
| ۲۰۰۳ | شارژ توربو                           | دومینیک تورتو        | فیلم‌کوتاه بریدۀ آرشیوی |
| ۲۰۰۳ | یک مرد تنها                          | شان وتر              | تهیه‌کننده              |
| ۲۰۰۴ | سرگذشت ریدیک                         | ریچارد بی ریدیک      | تهیه‌کننده              |
| ۲۰۰۴ | تاریخ ریدیک: خشم تاریکی              | ریچارد بی ریدیک      | صداپیشه                |
| ۲۰۰۵ | پستونک                               | ستوان شین ولف        |                        |
| ۲۰۰۶ | مرا گناهکار بدان                     | جکی دی‌نورسیو         |                        |
| ۲۰۰۶ | سریع و خشمگین: توکیو دریفت           | دومینیک تورتو        | حضور کوتاه             |
| ۲۰۰۸ | بابلیون ای.دی                        | هوگو کورنلیوس توروپ  |                        |
| ۲۰۰۹ | سریع و خشمگین ۴                      | دومینیک تورتو        | تهیه‌کننده              |
| ۲۰۰۹ | راهزنان                              | دومینیک تورتو        |                        |
| ۲۰۱۱ | سریع و خشمگین ۵                      | دومینیک تورتو        | تهیه‌کننده              |
| ۲۰۱۳ | سریع و خشمگین ۶                      | دومینیک تورتو        | تهیه‌کننده              |
| ۲۰۱۳ | ریدیک: کورکورانه                     | ریچارد بی ریدیک      | صداپیشه                |
| ۲۰۱۳ | ریدیک                                | ریچارد بی ریدیک      | تهیه‌کننده              |
| ۲۰۱۴ | نگهبانان کهکشان                      | گروث                 | صداپیشه                |
| ۲۰۱۵ | خشمگین ۷                             | دومینیک تورتو        | تهیه‌کننده              |
| ۲۰۱۵ | آخرین شکارچی جادوگر                  | کالدر                | تهیه‌کننده              |
| ۲۰۱۶ | پیاده‌روی طولانی بیلی لین بین دو نیمه | شوروم                |                        |
| ۲۰۱۷ | تریپل اکس: بازگشت زندر کیج           | زاندر کیج            | تهیه‌کننده              |
| ۲۰۱۷ | سرنوشت خشمگین                        | دومینیک تورتو        | تهیه‌کننده              |
| ۲۰۱۷ | نگهبانان کهکشان بخش ۲                | گروث                 | صداپیشه                |
| ۲۰۱۸ | انتقام‌جویان: جنگ ابدیت               | گروث                 | صداپیشه                |
| ۲۰۱۸ | رالف اینترنت را خراب می‌کند           | گروث                 | صداپیشه                |
| ۲۰۱۹ | انتقام‌جویان: پایان بازی              | گروث                 | صداپیشه                |
| ۲۰۲۰ | بلادشات                              | ری گریسون / بلادشات  | تهیه‌کننده              |
| ۲۰۲۱ | اف۹                                  | دومینیک تورتو        | تهیه‌کننده              |
| ۲۰۲۲ | ثور: عشق و تندر                      | گروث                 | صداپیشه                |
| ۲۰۲۳ | نگهبانان کهکشان بخش ۳                | گروث                 | صداپیشه                |
| ۲۰۲۳ | فست اکس                              | دومینیک تورتو        | تهیه‌کننده              |
| ۲۰۲۵ | ریدیک: فوریا                         | ریچارد بی. ریدیک     | تهیه‌کننده              |